# Грибная скала
Грибна́я скала́ (англ. Fungus Rock, мальт. Il-Ġebla tal-Ġeneral, букв. Генеральская скала) — маленький островок, образованный 60-метровым массивом известняка на входе в бухту, расположенную неподалёку от Дуэйры на острове Гоцо, входящем в Мальтийский архипелаг.
Генерал Мальтийского ордена, очевидно, обнаружил редкое клубневое растение циноморий (Cynomorium coccineum), по ошибке названное грибом (Fungus или Fucus coccineus melitensis), которое росло на пологой вершине скалы. Этому отталкивающе пахнущему растению приписывались целебные свойства, и рыцари использовали его как кровоостанавливающее средство для ран и лекарство при дизентерии. Высшее руководство Мальтийского ордена высоко оценило эти качества растения. Циноморий со временем стал цениться на вес золота. Часто Великие магистры преподносили его в дар иностранным правителям.
В 1746 году Великий магистр Мальтийского ордена Мануэль Пинто де Фонсека запретил посещение скалы, установил постоянную охрану и даже соорудил шаткое сооружение, типа современной канатной дороги (корзину, подвешенную к верёвке), соединяющее скалу с расположенным в 50 метрах островом Гоцо. Нарушители карались многолетним заключением на галерах Мальтийского ордена.
Позже стало ясно, что все эти усилия были ни к чему, так как Cynomorium coccineum не имеет никаких лекарственных свойств.
В настоящее время Грибная скала является природным заказником, но прибрежная зона открыта для купальщиков и ныряльщиков.